# Тіоредоксин
Тіоредоксин (англ. Thioredoxin) – білок, який кодується геном TXN, розташованим у людей на короткому плечі 9-ї хромосоми. Довжина поліпептидного ланцюга білка становить 105 амінокислот, а молекулярна маса — 11 737.
| 10         |  | 20         |  | 30         |  | 40         |  | 50         |
| ---------- |  | ---------- |  | ---------- |  | ---------- |  | ---------- |
| MVKQIESKTA |  | FQEALDAAGD |  | KLVVVDFSAT |  | WCGPCKMIKP |  | FFHSLSEKYS |
| NVIFLEVDVD |  | DCQDVASECE |  | VKCMPTFQFF |  | KKGQKVGEFS |  | GANKEKLEAT |
| INELV      |  |            |  |            |  |            |  |            |

A: Аланін

C: Цистеїн

D: Аспарагінова кислота

E: Глутамінова кислота

F: Фенілаланін

G: Гліцин

H: Гістидин

I: Ізолейцин

K: Лізин

L: Лейцин

M: Метіонін

N: Аспарагін

P: Пролін

Q: Глутамін

S: Серин

T: Треонін

V: Валін

W: Триптофан

Цей білок за функцією належить до активаторів. 
Задіяний у таких біологічних процесах як транскрипція, регуляція транскрипції, транспорт, транспорт електронів. 
Локалізований у цитоплазмі, ядрі.
Також секретований назовні.